# Bělotrn
Bělotrn (Echinops) je rod rostlin čítající okolo 120 druhů, jsou statného vzrůstu a svým vzhledem připomínají bodláky. V čeledi hvězdnicovitých (Asteraceae) je rod řazen do podčeledě Carduoideae.

## Rozšíření
Původní areál rozšíření těchto rostlin byl v západní a střední Asii včetně Číny, v oblasti Středozemního moře, východní Evropy a tropické Afriky kde vyrůstaly nejčastěji na stepních a polopouštních územích. Postupně se bělotrn rozšířil po celé Evropě a byl zavlečen do Severní Ameriky. Nejčastějším místem výskytu jsou kamenitá a suchá místa, některé druhy rostou i na velmi chudé půdě.

## Popis
Jsou to vytrvalé, výjimečně jednoleté, statné rostliny s přímými jednoduchými nebo jen chudě větvenými lodyhami. Poměrně velké listy jsou většinou různotvaré, přízemní vyrůstají obvykle v růžici a lodyžní mohou být s řapíky nebo přisedlé a částečně objímavé. Nebývají celistvé, ale peřenoklané nebo peřenosečné, nejčastěji jsou na okrajích nepravidelně zubaté a na koncích ostnaté, většinou jsou chlupaté stejně jako lodyhy.
Bílé, modré nebo fialové kulovité květenství strboul vyrůstající na koncích lodyh je tvořeno množstvím pravidelně sestavených jednokvětých úborů s trojřadými zákrovy s listeny nestejných tvarů i velikostí. Pětičetné, oboupohlavné květy jsou trubkovitého tvaru. Kališní lístky jsou drobné nebo zakrnělé, korunní jsou srostlé do trubky. V květu je pět tyčinek s našedlými prašníky a ze spodního semeníku složeného ze dvou plodolistů vystupuje čnělka s hluboce vykrojenou bliznou vyčnívající z koruny. V hloubí květů, které opyluje hmyz, jsou nektaria. Plodem je krátká, pětižeberná, ochmýřená nažka rozšiřována po okolí větrem. Z rodů vyskytujících se v české flóře jsou podle molekulární studie bělotrnu nejbližší rody pupava (Carlina) a ostropes (Onopordum).